# Шомполівська сільська рада
Шо́мполівська сільська́ ра́да — колишня адміністративно-територіальна одиниця та орган місцевого самоврядування в Лиманському районі Одеської області. Адміністративний центр — село Старі Шомполи.

## Загальні відомості
- Територія ради: 63,896 км²
- Населення ради: 890 осіб (станом на 2001 рік)

## Населені пункти
Сільській раді підпорядковані населені пункти:
- с. Старі Шомполи
- с. Великі Ламзаки
- с. Касяни
- с. Якова

## Населення
Згідно з переписом УРСР 1989 року чисельність наявного населення сільської ради становила 1016 осіб, з яких 460 чоловіків та 556 жінок.
За переписом населення України 2001 року в сільській раді мешкало 890 осіб.

### Мова
Розподіл населення за рідною мовою за даними перепису 2001 року:
| Мова       | Відсоток |
| ---------- | -------- |
| українська | 89,10 %  |
| російська  | 7,53 %   |
| молдовська | 2,02 %   |
| гагаузька  | 0,67 %   |
| білоруська | 0,22 %   |
| болгарська | 0,11 %   |
| німецька   | 0,11 %   |
| польська   | 0,11 %   |

## Склад ради
Рада складається з 16 депутатів та голови.
- Голова ради:
- Секретар ради:

### Керівний склад попередніх скликань
| Прізвище, ім'я, по батькові  | Основні відомості                                                                     | Дата обрання | Дата звільнення |
| ---------------------------- | ------------------------------------------------------------------------------------- | ------------ | --------------- |
| Соболєв Микола Миколайович   | Сільський голова, 1952 року народження, член Всеукраїнського об'єднання «Батьківщина» | 26.03.2006   | 31.10.2010      |
| Стружак Олександр Андрійович | Сільський голова, 1977 року народження, освіта вища, член Народної партії             | 31.10.2010   | 25.10.2020      |

Примітка: таблиця складена за даними сайту Верховної Ради України

### Депутати
За результатами місцевих виборів 2010 року депутатами ради стали:

#### За суб'єктами висування
| Суб'єкт висування | Кількість обраних депутатів | %    |
| ----------------- | --------------------------- | ---- |
| Самовисування     | 12                          | 75   |
| Партія регіонів   | 3                           | 18,8 |
| Народна партія    | 1                           | 6,3  |

#### За округами
| № округу        | Прізвище, ім'я, по батькові   | Дата визнання обраним | Освіта             | Партійна приналежність                                          | Відомості про обраного депутата                                |
| --------------- | ----------------------------- | --------------------- | ------------------ | --------------------------------------------------------------- | -------------------------------------------------------------- |
| Народна Партія  |                               |                       |                    |                                                                 |                                                                |
| 16              | Павлик Сергій Іванович        | 02.11.2010            | середня            | член Народної партії                                            | депо «Одеса-сортувальна» Одеська залізниця, слюсар             |
| Партія регіонів |                               |                       |                    |                                                                 |                                                                |
| 1               | Чернявська Валентина Іванівна | 02.11.2010            | середня спеціальна | позапартійна                                                    | пенсіонер                                                      |
| 14              | Топал Ніна Іванівна           | 02.11.2010            | середня спеціальна | член Партії регіонів                                            | Шомполівське поштове відділення, начальник                     |
| 15              | Ламзак Борис Євгенійович      | 02.11.2010            | середня спеціальна | позапартійний                                                   | пенсіонер                                                      |
| Самовисування   |                               |                       |                    |                                                                 |                                                                |
| 2               | Панасюк Любов Леонідівна      | 02.11.2010            | вища               | позапартійна                                                    | Шомполівська сільська рада, головний бухгалтер                 |
| 3               | Вороняк Тетяна Олександрівна  | 02.11.2010            | вища               | позапартійна                                                    | Шомполівська загальноосвітня школа, техпрацівник               |
| 4               | Сочесло Олег Валентинович     | 02.11.2010            | вища               | позапартійний                                                   | фермерське господарство «Хлібний дар», голова                  |
| 5               | Кушта Тетяна Василівна        | 26.05.2013            | вища               | член Партії регіонів                                            | ГРС ім. Воукова, оператор                                      |
| 6               | Грабовенко Валерій Аврамович  | 02.11.2010            | середня            | позапартійний                                                   | тимчасово не працює                                            |
| 7               | Федоренко Володимир Петрович  | 02.11.2010            | середня спеціальна | позапартійний                                                   | приватний підприємець, торгівля                                |
| 8               | Ощеп Володимир Володимирович  | 02.11.2010            | середня спеціальна | позапартійний                                                   | фермерське господарство «Галина ОО», електрик                  |
| 9               | Дробна Оксана Олександрівна   | 26.05.2013            | середня спеціальна | член Партії регіонів                                            | ФГ «Галина ОО», робоча                                         |
| 10              | Куницька Галина Миколаївна    | 02.11.2010            | вища               | член «Жінки за майбутнє» Всеукраїнського політичного об'єднання | пенсіонер                                                      |
| 11              | Тушик Володимир Миколайович   | 02.11.2010            | середня            | позапартійний                                                   | депо «Застава 1» Одеської залізниці, оглядач-ремонтник вагонів |
| 12              | Форостова Надія Миколаївна    | 02.11.2010            | середня спеціальна | позапартійна                                                    | Шомполівська загальноосвітня школа, техпрацівник               |
| 13              | Химченко Олена Гнатівна       | 02.11.2010            | вища               | позапартійна                                                    | Шомполівська загальноосвітня школа, директор                   |